# Schering AG
Schering AG fue una empresa farmacéutica alemana centrada en la investigación. Fue fundada en 1851 por Ernst Christian Friedrich Schering (1824-1889) y terminaría por ser fusionada con su rival Bayer en diciembre de 2006. La sede de la compañía estaba situada en Berlín-Wedding.
En el momento de la fusión, la empresa daba empleo a más de 26 000 personas en 140 filiales en todo el mundo. Su cifra de ventas alcanzó en 2003 casi 5.000 millones de euros.
Schering AG se concentró en las áreas de la ginecología, andrología, esclerosis múltiple, oncología y agentes de contraste. Los productos más conocidos de Schering son posiblemente sus marcas de píldoras anticonceptivas. 

## Adquisición de Bayer
El 13 de marzo de 2006, Merck KGaA hizo pública una oferta de compra por Schering por un importe de 14.600 millones de euros. La oferta de Merck fue superada por una oferta amistosa de Bayer, de un importe de 16.500 millones de euros el 23 de marzo de 2006. En junio de 2006 Bayer finalmente compró la mayoría de las acciones, superando el 90%. Schering AG se fusionó con la división farmacéutica de Bayer para dar lugar a Bayer Schering Pharma AG en diciembre de 2006. El 17 de febrero de 2007 la compañía anunció el recorte de 1000 puestos de trabajo por medio de bajas voluntarias incentivadas del centro de operaciones de Berlín, que serían efectivas en marzo de 2008. En 2011 el nombre Bayer Schering Pharma fue cambiado por Bayer Healthcare, desapareciendo así los últimos vestigios de lo que fuera Schering.